# 平成二十四年度一般会計
平成二十四年度一般会計（へいせい24ねんどいっぱんかいけい）とは、日本政府の2012年度（平成24年度）における一般会計（歳入および歳出）をいう。総額90兆3339億円。

## 概要
国会での予算成立が遅れ、暫定予算が組まれた。暫定予算の編成は1998年以来、14年ぶりとなった。また当初予算案成立後も特例公債法の可決せず、9月以降、戦後初となる予算執行抑制策を実施した。

### 基本方針
平成24年度予算編成の基本方針より。
- 下記5つの重点分野において日本再生に取り組むとともに、地域主権改革を推進し、既存予算を見直す。
  - 東日本大震災からの復興
  - 経済分野のフロンティアの開拓
  - 分厚い中間層の復活
  - 農林漁業の再生
  - エネルギー・環境政策の再設計
- 財政運営戦略として平成23年度予算の水準（約44兆円）を上回らないようにし、基礎的財政収支対象経費についても平成23年度予算の水準（約71兆円）を実質的に上回らないとする。

## 経緯
- 2011年8月12日 - 中期財政フレーム（平成24年度～26年度）を閣議決定。
- 2011年9月20日 - 「平成24年度予算の概算要求組替え基準」を閣議決定。
- 2011年9月末日 - 省庁の概算要求の財務省への提出期限。要求総額は96兆4,898億円となった。
- 2011年12月16日 - 「平成24年度予算編成の基本方針」を閣議決定。
- 2011年12月24日 - 政府予算案を閣議決定。総額は90兆3,339億円。
- 2012年1月24日 - 予算案を国会（第180回国会）に提出。
- 2012年3月8日 - 予算案が衆議院で可決。野党は予算編成替え動議提出するも否決。
- 2012年3月29日 - 年度内に予算案が成立しない見込となり、暫定予算案を閣議決定。歳出総額は3兆6105億円。
- 同日 - 暫定予算案を国会提出。
- 2012年3月30日 - 衆参両院で暫定予算案可決。
- 2012年4月5日 - 参議院で予算案否決。日本国憲法第60条第2項により衆議院議決が国会の議決となり成立。
- 2012年9月7日 - 予算執行抑制方針を閣議決定。（特例公債法案が可決せず、歳入不足のため）
- 2012年11月16日 -　特例公債法案が参議院で可決、成立。
- 2013年1月15日 - 補正予算案（第１号）を閣議決定。
- 2013年2月26日 - 補正予算案（第１号）が参議院で政府案通り可決、成立。（第183回国会）

## 歳入・歳出
| 区分           | 概算額(億円) | 備考 |
| -------------- | ------------ | ---- |
| 租税及印紙収入 | 423,460      |      |
| その他収入     | 37,439       |      |
| 公債金         | 442,440      |      |
| 合計           | 903,339      |      |

| 区分             | 概算額(億円) | 備考 |
| ---------------- | ------------ | ---- |
| 皇室費           | 62           |      |
| 国会             | 1,384        |      |
| 裁判所           | 3,147        |      |
| 会計検査院       | 166          |      |
| 内閣・内閣本府等 | 12,642       |      |
| 警察庁           | 2,400        |      |
| 総務庁           | 174,526      |      |
| 法務省           | 7,325        |      |
| 外務省           | 6,173        |      |
| 財務省           | 17,796       |      |
| 文部科学省       | 54,128       |      |
| 厚生労働省       | 266,873      |      |
| 農林水産省       | 20,388       |      |
| 経済産業省       | 8,846        |      |
| 国土交通省       | 45,960       |      |
| 環境省           | 2,347        |      |
| 防衛省           | 47,135       |      |
| 経済危機予備費   | 9,100        |      |
| 予備費           | 3,500        |      |
| 国債費           | 219,442      |      |
| 合計             | 903,339      |      |

| 区分               | 概算額(億円) | 備考 |
| ------------------ | ------------ | ---- |
| 社会保障関係費     | 263,901      |      |
| 文教及び科学振興費 | 54,057       |      |
| 国債費             | 219,442      |      |
| 恩給関係費         | 5,712        |      |
| 地方交付税交付金等 | 165,940      |      |
| 防衛関係費         | 47,138       |      |
| 公共事業関係費     | 45,734       |      |
| 経済協力費         | 5,216        |      |
| 中小企業対策費     | 1,802        |      |
| エネルギー対策費   | 8,202        |      |
| 食料安定供給関係費 | 11,041       |      |
| その他の事項経費   | 62,554       |      |
| 経済危機予備費     | 9,100        |      |
| 予備費             | 3,500        |      |
| 合計               | 903,339      |      |

## 補正
2013年初頭に「日本経済再生に向けた緊急経済対策」のための補正予算を組んだ。補正予算額は13.1兆円。補正規模は過去2番目。

## 主な事業
- 整備新幹線：5区間、3,095億円[3]
- 東海環状自動車道：248億円
- 中国横断自動車道：244億円

## 他の特別会計への繰入
- 震災復興特別会計：5,507億円
- エネルギー対策特別会計：
- 他